# Brachyloma ericoides
Brachyloma ericoides är en ljungväxtart. Brachyloma ericoides ingår i släktet Brachyloma och familjen ljungväxter.

## Underarter
Arten delas in i följande underarter:
- B. e. bicolor
- B. e. ericoides